# François Napoléon Marie Moigno

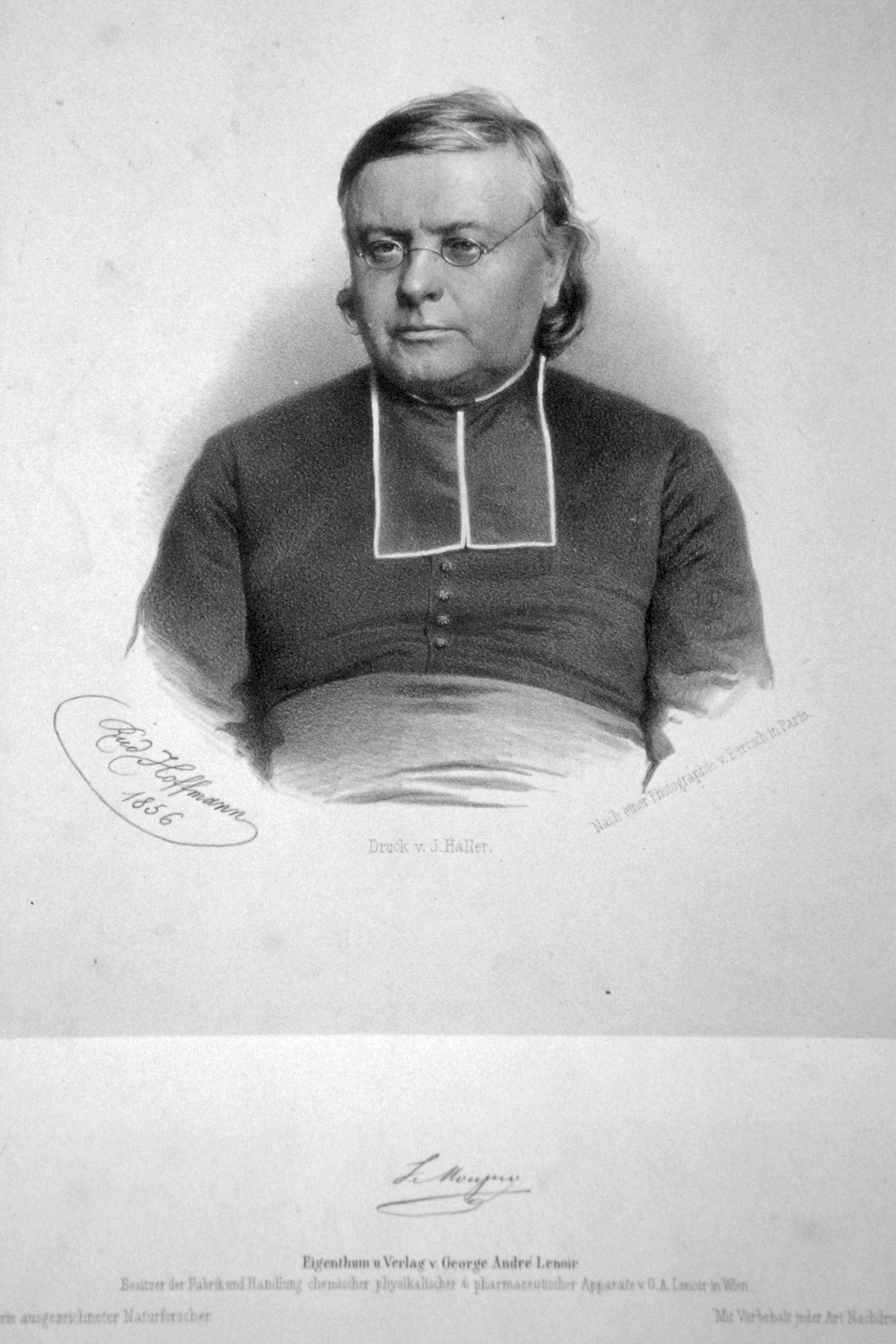
François Moigno, Lithographie von Rudolf Hoffmann, 1856

François-Marie-Napoléon Moigno (Abbé Moigno) (* 15. April 1804 in Guémené-sur-Scorff, Département Morbihan; † 14. Juli 1884 in Saint-Denis (Seine-Saint-Denis)) war ein französischer Mathematiker, Physiker und Autor.
Er erhielt seine frühe Erziehung am Jesuitenkolleg in Sainte-Anne-d’Auray, trat am 2. September 1822 in das Noviziat des Ordens und studierte Theologie in Montrouge. In seiner Freizeit widmete er sich der Mathematik und Physik.
Bei Ausbruch der Julirevolution von 1830 zog er mit den Jesuiten nach Brig in der Schweiz. Hier lernte er mehrere Sprachen, darunter Hebräisch und Arabisch. 1836 wurde er zum Professor für Mathematik am Lycée privé Sainte-Geneviève in Paris berufen. Hier wurde er nicht nur als Wissenschaftler bekannt, sondern auch als Prediger und Schriftsteller.
Er unternahm eine Europa-Reise. 1848–51 war er Kaplan des Lycée Louis-le-Grand. 1850 wurde er wissenschaftlicher Redakteur der La Presse, 1851 der La Pays und 1852 gründete er die Zeitschrift Cosmos. 1862 gründete er auch die Les Mondes. 1873 wurde er zum Domherren des Kapitels von Saint-Denis (Seine-Saint-Denis) erwählt.
Nach ihm ist der Mondkrater Moigno benannt.

## Veröffentlichungen
- Leçons de Calcul Differentiel et de Calcul integral
- Répertoire d'optique moderne; Paris, 1847–1850
- Traité de télégraphie électrique; Paris, 1849
- Leçons de mécanique analytique; Paris, 1868
- Saccharimétrie; Paris, 1869
- Optique moléculaire; Paris, 1873
- Les splendeurs de la foi; Paris, 1879–83
- Les livres saints et la science; Paris, 1884
- und zahlreiche Artikel in der Comptes Rendus, Revue Scientifique, Kosmos usw.

## Einzelnachweis
1. ↑  Catholic Encyclopedia (1913)/François-Napoléon-Marie Moigno auf Wikisource

| Personendaten    | Personendaten                                  |
| ---------------- | ---------------------------------------------- |
| NAME             | Moigno, François Marie Napoléon                |
| ALTERNATIVNAMEN  | Moigno, Abbé; Moigno, François-Marie-Napoléon  |
| KURZBESCHREIBUNG | französischer Mathematiker, Physiker und Autor |
| GEBURTSDATUM     | 15. April 1804                                 |
| GEBURTSORT       | Guémené-sur-Scorff                             |
| STERBEDATUM      | 14. Juli 1884                                  |
| STERBEORT        | Saint-Denis (Seine-Saint-Denis)                |